# 西塞羅鎮區 (印地安納州蒂普頓縣)
西塞羅鎮區（英語：Cicero Township）是位於美國印地安納州蒂普頓縣的一個行政鎮區。

## 地方資料
根據2010年美國人口普查的數據，西塞羅鎮區的面積為175.00平方千米，當中陸地面積為175.00平方千米，而水域面積為0.00平方千米。當地共有人口8086人，而人口密度為每平方千米46.21人。